# Waldsiedlung Krumme Lanke

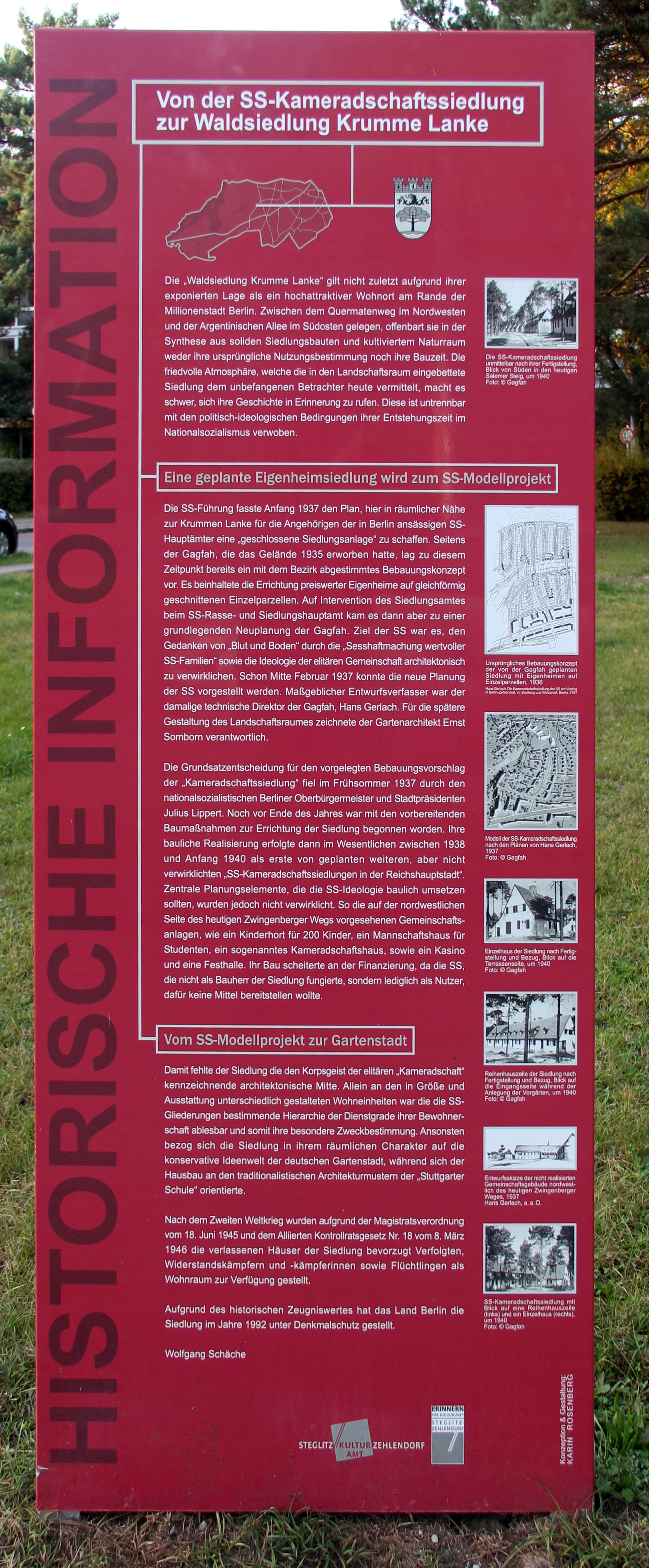
Informationsstele an der Argentinischen Allee / Teschener Weg

Die Waldsiedlung Krumme Lanke ist eine unter Denkmalschutz stehende Wohnsiedlung nahe dem See Krumme Lanke im Berliner Ortsteil Zehlendorf.
Die Siedlung wurde zwischen 1938 und 1940 von der GAGFAH als SS-Kameradschaftssiedlung auf Betreiben der SS-Führung als „geschlossene Siedlungsanlage“ für Angehörige der in Berlin ansässigen SS-Hauptämter erbaut. 1992 wurde sie aufgrund ihres historischen Zeugniswertes vom Land Berlin unter Denkmalschutz gestellt. Der Denkmalschutz erstreckt sich auf den gesamten Denkmalbereich, sowohl auf die Wohngebäude als auch auf die dazugehörigen Freiflächen, das heißt öffentliche und private Grünanlagen sowie Straßen und Wege.
Die Siedlung umfasst folgende Straßen, die zumeist in der Nachkriegszeit aufgrund eines Bezuges zur Ideologie des Nationalsozialismus umbenannt wurden (siehe auch Liste der Straßen und Plätze in Berlin-Zehlendorf):
- Quermatenweg 48–120
- Alsbacher Weg, ursprünglich Treuepfad
- Bürstädter Weg, ursprünglich Sigstraße
- Lindenfelser Weg, ursprünglich Brautpfad
- Hirschhorner Weg, ursprünglich Staffelweg
- Am Vierling
- Zwingenberger Weg, ursprünglich Niedersachsenweg
- Grumbacher Weg, ursprünglich Fadingerweg
- Viernheimer Weg, ursprünglich Mütterstraße
- Jugenheimer Weg, ursprünglich Ahnenzeile
- Heppenheimer Weg, ursprünglich Dienstweg
- Starkenburger Straße, ursprünglich König-Heinrich-Straße
- Selmaplatz, ursprünglich Führerplatz
- Salemer Steig, ursprünglich Pleichingerstraße
- Teschener Weg, ursprünglich Julius-Schreck-Straße
- Schlawer Straße, ursprünglich Planettastraße
- Ottmachauer Steig, ursprünglich Holzweberstraße
- Himmelsteig
- Im Kinderland

Die Siedlung grenzt unmittelbar an das 1920 gegründete Krankenhaus Waldfriede. In der Nähe befindet sich die zwischen 1926 und 1931 erbaute Waldsiedlung Onkel Toms Hütte.